# Asymbolus rubiginosus
Asymbolus rubiginosus is een vissensoort uit de familie van de Pentanchidae. De wetenschappelijke naam van de soort is voor het eerst geldig gepubliceerd in 1999 door Last, Gomon & Gledhill.